# Begonia ebolowensis
Espèce
Synonymes
- Begonia lethomasiae R.Wilczek[1]
- Begonia sanjeensis R.Wilczek[1]

Begonia ebolowensis est une espèce de plantes de la famille des Begoniaceae.
L'espèce fait partie de la section Tetraphila.
Elle a été décrite en 1921 par Adolf Engler (1844-1930).
Son épithète spécifique fait référence à Ebolowa, une ville au sud du Cameroun.

## Répartition géographique
Cette espèce est originaire des pays suivants : Cameroun ; Guinée Équatoriale ; Gabon ; Zaïre.